# Striji (Perm)
|  | Per a altres significats, vegeu «Striji». |

Striji (en rus: Стрижи) és un poble del krai de Perm, a Rússia, que en el cens del 2010 tenia 20 habitants.